# Blumenthal Performing Arts Center

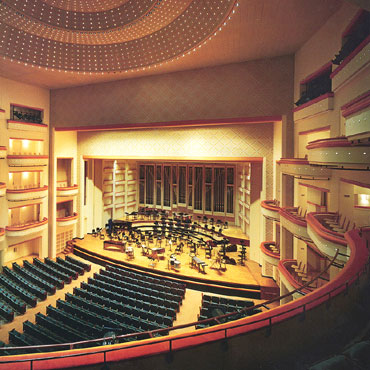
Belk Theater

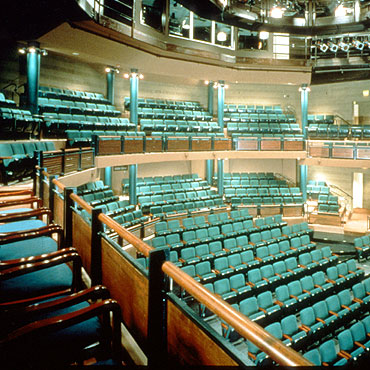
Booth Playhouse

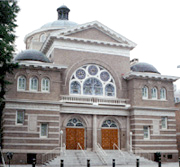
McGlohon Theatre

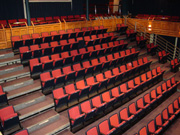
Duke Energy Theater

Blumenthal Performing Arts (detto anche NC Blumenthal Center e NCBPAC) si trova a Charlotte, nella Carolina del Nord. Fu inaugurato nel 1992 ed è stato chiamato così in onore del popolo dello stato della Carolina del Nord e della Fondazione Blumenthal, istituita da I.D. Blumenthal, che fondò l'RSC Brands, il più grande donatore privato della campagna capitalista. L'idea per il centro risale alla fine degli anni '70. L'impulso al progetto era cresciuto negli anni '80, con un'allocazione di $ 15 milioni da parte dello stato della Carolina del Nord, l'approvazione di un prestito da $ 15 milioni da parte dei cittadini di Charlotte e altri $ 32 milioni da singoli, società e fondazioni. Nel 1987 i Belk Brothers donarono un prezioso appezzamento di terreno come sito del nuovo complesso teatrale. Il costo totale di costruzione per il Blumenthal Center è stato di oltre $ 62 milioni.

## Architettura
Il Centro Blumenthal, l'adiacente Founder's Hall e il centro corporate della Bank of America sono stati tutti progettati da César Pelli and Associates. La progettazione acustica è stata completata dal consulente acustico Kirkegaard Associates. La gestione del progetto è stata fornita dalla Theatre Project Consultants (TPC). Appaltatore generale del progetto fu la Becon Construction di Charlotte, NC.

## Teatri
Anche se il Blumenthal Center come compagnia ha sei teatri sotto la sua gestione, il Belk Theatre, il Booth Playhouse e lo Stage Door Theatre fanno fisicamente parte del Blumenthal Performing Arts Center. Il McGlohon Theatre e il Duke Power Theatre sono entrambi contenuti nella struttura dello Spirit Square. Il Knight Theatre si trova nelle immediate vicinanze del centro. Il Blumenthal presenta anche spettacoli all'Ovens Auditorium.

### Belk Theater
Il Belk Theatre è il teatro più grande del North Carolina Blumenthal Performing Arts Center, con 2.118 posti a sedere nella sua configurazione a piena capacità. È dotato di attrezzature all'avanguardia, capacità produttive e di supporto e può ospitare qualsiasi evento, dalla grande opera al rock, ai meeting annuali ed alle conferenze aziendali. Il teatro è progettato come una moderna struttura europea a ferro di cavallo per un'atmosfera intima e un'acustica di classe mondiale. Il posto più distante è a meno di 135 piedi dal palco. Un segno distintivo del design del teatro sono i circa 2.400 "punti luce" nella sala del pubblico, parte di una scintillante rete in fibra ottica con capacità multicolore.

### Booth Playhouse
Il Booth Playhouse del North Carolina Blumenthal Performing Arts Center è un teatro da proscenio in stile cortile con cabaret e le possibilità di un teatro con palcoscenico centrale. Questo intimo teatro contiene 434 posti con posti a sedere in orchestra e livelli di galleria. Ospita una varietà di danza, corali e altri gruppi musicali, così come incontri, seminari e workshop.

### Stage Door Theater
L'intimo Stage Door Theatre è un nuovo locale alla moda di intrattenimento sulla North College Street di Charlotte. Ha fino a 211 posti in una configurazione flessibile. L'ingresso è vicino all'angolo tra College e la quinta Strada.

### Knight Theater
Capacità di posti a sedere 1.193. Parte del Levine Center for the Arts di Tryon presso Levine Ave of the Arts. Adiacente al nuovo Bechtler Museum of Modern Art.

### McGlohon Theatre presso lo Spirit Square
Il McGlohon Theatre al Spirit Square Center for Arts & Education offre 716 posti a sedere e l'attrattiva di spettacoli locali e nazionali. Aperto nel 1980, questo spazio intimo era l'ex First Baptist Church. Con le sue vetrate colorate e la cupola bizantina, questo spazio dallo stile storico rende ogni evento un'esperienza unica. Il teatro McGlohon comprende due livelli: il livello dell'orchestra (palcoscenico) e la galleria.

### Duke Energy Theater presso lo Spirit Square
Il Duke Energy Theatre è un teatro squadrato e di colore nero con finestre colorate e pavimenti in legno.

### Ovens Auditorium
Ovens Auditorium è posseduto e gestito dalla Charlotte Regional Visitors Authority (CRVA) della città di Charlotte. La struttura ospita più di 2.400 posti e si trova al 2700 East Independence Boulevard.

## Produzioni di Broadway
Il Blumenthal Performing Arts Centre ospita le produzioni di Broadway attraverso la PNC Broadway Lights Series. La serie PNC Broadway Lights 2015/16 comprende: The Sound of Music, Matilda the Musical, Beautiful: The Carole King Musical, I ponti di Madison County, Il mago di Oz, If/Then, First Date e Cabaret. Il Blumenthal Center presenta anche i PNC Broadway Extras, che includono Motown the Musical, La bella e la bestia, Ragtime, lo Hip Hop Nutcracker, Kinky Boots, The Book of Mormon, Once, Stomp e il Blue Man Group.

## Impatto economico
Fino dalla sua apertura nel 1992, 7,3 milioni di persone hanno partecipato a un evento, una performance, un'attività o un incontro al Centre & Spirit Square. Il Centro ha fatto entrare 52,25 milioni di dollari nell'economia durante la stagione 2007-2008.

## Compagnie residenti
NCBPAC è attualmente sede di 6 diverse compagnie residenti (tra il complesso Blumenthal Center e lo Spirit Square) i cui obiettivi comprendono le arti visive e dello spettacolo e l'istruzione. Il Duke Power Theatre e il McGlohon Theatre ospitano anche produzioni annuali di Charlotte Shakespeare.
- Charlotte Symphony Orchestra
- Community School of The Arts
- North Carolina Dance Theatre
- Opera Carolina
- On Q Productions
- Queen City Theatre
- Charlotte Shakespeare